# Brassaiopsis dumicola
Brassaiopsis dumicola là một loài thực vật có hoa trong Họ Cuồng cuồng. Loài này được W.W.Sm. mô tả khoa học đầu tiên năm 1917.